# James Atkin, Baron Atkin
James Richard Atkin, Baron Atkin PC KC (* 28. November 1867; † 25. Juni 1944 in Aberdyfi, Wales) war ein britischer Jurist, der zuletzt als Lord of Appeal in Ordinary aufgrund des Appellate Jurisdiction Act 1876 als Life Peer auch Mitglied des House of Lords war.

## Leben

### Studium, Lordrichter und Oberhausmitglied
Nach dem Besuch der Friars School in Bangor sowie des Christ College in Brecon absolvierte Atkin ein Studium der Fächer Klassische Altertumswissenschaft und Rechtswissenschaften am Magdalen College der University of Oxford und erhielt nach dessen Beendigung 1891 die anwaltliche Zulassung durch die Rechtsanwaltskammer (Inns of Court) von Gray’s Inn. Anschließend war er als Barrister tätig und wurde 1903 Schatzmeister der Anwaltskammer von Gray’s Inn sowie 1906 für seine juristischen Verdienste sowohl Kronanwalt („King’s Counsel“) als auch sogenannter „Bencher“ seiner Anwaltskammer.
1913 wurde er Richter an dem für England und Wales zuständigen  High Court of Justice und bekleidete dieses Richteramt bis 1919. Zugleich wurde er 1913 zum Knight Bachelor geschlagen und führte seither den Namenszusatz „Sir“. Nach Beendigung dieser Richtertätigkeit erfolgte 1919 seine Berufung zum Richter (Lord Justice of Appeal) am Court of Appeal, dem für England und Wales zuständigen Appellationsgericht, an dem er bis 1928 tätig war. Daneben wurde er 1919 auch zum Privy Councillor ernannt. Des Weiteren fungierte er zwischen 1919 und 1934 auch als Vorsitzender des Rates für juristische Ausbildung (Council of Legal Education).
Zuletzt wurde Atkin durch ein Letters Patent vom 6. Februar 1928 aufgrund des Appellate Jurisdiction Act 1876 als Life Peer mit dem Titel Baron Atkin, of Aberdovey in the County of Merioneth, zum Mitglied des House of Lords in den Adelsstand berufen und wirkte bis zu seinem Tod 1944 als Lordrichter (Lord of Appeal in Ordinary). Daneben war er als Nachfolger von Rhys Hopkin Morris zwischen 1938 und seinem Tod sowie der darauf folgenden Ablösung durch Clement Davies auch Präsident des London Welsh Trust, das unter anderem das Londoner Zentrum für Wales (London Welsh Centre) an der Gray’s Inn Road betreibt.
1938 wurde Atkin zum Mitglied (Fellow) der British Academy und 1939 in die American Academy of Arts and Sciences gewählt. 

### Bedeutende Urteile als Lordrichter
Während seiner Amtszeit als Lordrichter wirkte er bei einigen Entscheidung mit wie zum Beispiel:
- Bell v Lever Brothers Ltd (1931): In diesem Verfahren aus dem Contract Law wurde entschieden, dass ein allgemeiner Vertragsfehler nicht zur Nichtigkeit eines Vertrages führt, außer in den Fällen, in denen es sich um Fehler von grundlegender Bedeutung für die Identität des Vertrages handelt.
- Donoghue v Stevenson (1932): In diesem Verfahren aus dem Tort Law kam es zu einer Grundsatzentscheidung in Bezug auf die Schaffung des modernen Konzepts der Fahrlässigkeit sowie durch die Festlegung der allgemeinen Prinzipien, wonach eine Person einer anderen Person gegenüber Sorgfaltspflichten schuldig ist.
- Liversidge v Anderson (1942): In diesem Verfahren kam es zu einer Grundsatzentscheidung bezüglich der Beziehungen zwischen Judikative und Exekutive allgemein sowie der insbesondere bezüglich der Unterstützung der Exekutive durch die Judikative in Zeiten sozialer Notstände.